# Joram (król Judy)
Joram, Jehoram – postać biblijna, król Judy.
Był najstarszym synem Jozafata króla Judy oraz mężem Atalii, córki izraelskiego króla Achaba. Po śmierci ojca został królem Judy. Panował prawdopodobnie w latach 848-841 p.n.e.
William F. Albright datował jego panowanie na 849 - 842 p.n.e.  Edwin Thiele oszacował koregencję Jorama ze swoim ojcem Jozafatem na rok 853/852 p.n.e., początek samodzielnych rządów -  na rok 848/847, a jego śmierć na rok 841/840 p.n.e.  Jak wyjaśniono w artykule o Roboamie, chronologia opracowana przez E. Thiele'a dla pierwszych królów Judy zawierała wewnętrzną niespójność, którą  uczeni później poprawili datując poszczególne wydarzenia o jeden rok wcześniej, tj. początek koregencji - 854/853 p.n.e, samodzielne rządy - 849/848 p.n.e. i śmierć w 842/841 p.n.e.
Po objęciu władzy kazał zamordować swoich sześciu braci oraz kilku książąt izraelskich. Za sprawą żony był podatny na wpływy pogańskie.
Za panowania Jorama Edom wyzwolił się spod panowania Judy. W ostatnich latach panowania Jorama Filistyni i Arabowie najechali Judę, biorąc do niewoli synów Jorama (z wyjątkiem najmłodszego Ochozjasza).
Zmarł w wyniku choroby trapiącej go przez dwa ostatnie lata życia. Został pochowany w Jerozolimie.
Po śmierci Jorama rządy objął jego syn Ochozjasz.
Sugeruje się, że Joram, rzekomy syn Jozafata jest w rzeczywistości tą samę osobą, co Joram, syn Achaba, rządzący w Izraelu